# If I Should Lose You
If I Should Lose You is een lied, gecomponeerd door Ralph Rainger, met tekst van Leo Robin. Het werd in 1935 geïntroduceerd in de film Rose of the Rancho, een bewerking van een succesvolle Broadwayshow van David Belasco en Richard Walton Tully.
Het lied sloeg na de musical niet meteen aan. In 1936 werd het opgenomen door Richard Himber en zijn orkest, een populaire radioband met zanger Stuart Allen, waarna het in de hitlijsten steeg tot nummer 15. Een van de bekendste instrumentale vertolkingen is die van de altsaxofonist Charlie Parker op zijn album Charlie Parker with Strings uit 1950.

## Bekende covers
- Georgia Brown - Georgia Brown Sings Gershwin/Georgia Brown (2003)
- Betty Carter - Feed the Fire (1993)
- June Christy - Day Dreams (1995), Cool Christy (2002)
- Fabien Degryse - Fingerswinging (2011)
- Aretha Franklin op haar album Unforgettable: A Tribute to Dinah Washington (1964).
- The Four Freshmen - Voices In Latin/The Freshmen Year (2001)
- Dick Haymes - The Complete Capitol Collection (2006), Moondreams (1955)
- Keith Jarrett - Standards (1985)
- Hank Mobley - Soul Station (1960)
- Charlie Parker - Charlie Parker with Strings (1950)
- Kurt Rosenwinkel - Deep Song (2005)
- Nina Simone - A Single Woman (1993), Wild is the Wind (1966)
- Frank Sinatra - L.A. Is My Lady (1984)
- Supersax - Bird With Strings (2011), Stone Bird (1989)
- Dinah Washington
- Chet Baker - Diane (1985)